# ナラタケ
ナラタケ（楢茸、学名: Armillaria mellea subsp. nipponica）はハラタケ目タマバリタケ科ナラタケ属に分類され、主として植物寄生菌として生活している中型のキノコ。ユーラシアと北アメリカ、アフリカに分布する。主に秋の広葉樹の枯れ木やその周辺の地上に群生する。傘は黄褐色や淡黄色で中央に細かい鱗片と周囲に条線があり、ヒダが白色、柄にはしっかりした白いツバがあるのが特徴。日本では食用キノコとして人気があり数多くの地方名でよばれるが、生食すると食中毒を起こすことがある。

## 名前
和名の「ナラタケ」は、コナラやミズナラに生えるという生態的特徴から来ている。
古くからよく利用されてきた食用キノコで、地方名もいちばん多いといわれる。北海道や東北各地で呼ばれるボリボリ（北海道）、ボリ（岩手県）、ボリメキ（岩手県）、オリミキ（山形県）という名前は柄を折った時にポキポキと音を立てることから来ているという説がある。また、沢沿いに生えることからサモダシ（青森・秋田県）、サワモダシ（秋田県）、サワボダシ（秋田県）などとも呼ぶ地域も東北などに多い。その他岩手県南部地方ではカックイ、秋田県南部の一部では、山や沢地に生えるものをサワボダシ、平地に生えるものをクネボダシと呼んでいる地域もある。アマンダレ（新潟県中越地方）、アシナガ（新潟・神奈川・静岡県）、ヤブタケ（新潟県）、モダシ（福島県会津地方）、モタツ（秋田県の鳥海山東麓）、ササコ（東京都多摩地方）、ザーザー（鳥取県大山地域）、ナラモダシ、ヤチキノコという名でも呼ばれ親しまれている。
ナラタケは天麻（オニノヤガラ）と共生することで中国では、天麻密環菌 gastrodia tuder halimasch という名前である。英語名は Honey mushroom (ハチミツのようなきのこ）。

## 形態
子実体は黄褐色から淡い褐色で、1株につき数十本が重なり合って束生する。傘は淡黄色から茶褐色で、径4 - 15センチメートル (cm) 、幼菌の時は饅頭形だが、やがて真ん中が盛り上がった中高の皿形に開く。傘の縁には放射状に条線があり、細かなささくれが発生する。傘の中央部には黒褐色の細かい鱗片があるのが大きな特徴で、類似種とはこの点で判別できるものが多い。湿っているときは粘性がある。ヒダはやや疎で直生から垂生し、若いものは白いが、成熟すると褐色。肉は白色で、少し甘みや渋みがある。柄は長さ4 - 17 cmほど、上下同大か下方が太くなり、傘と同じ色で中実だがもろい。柄の上部に白色で膜質のツバがあり、脱落しやすい。

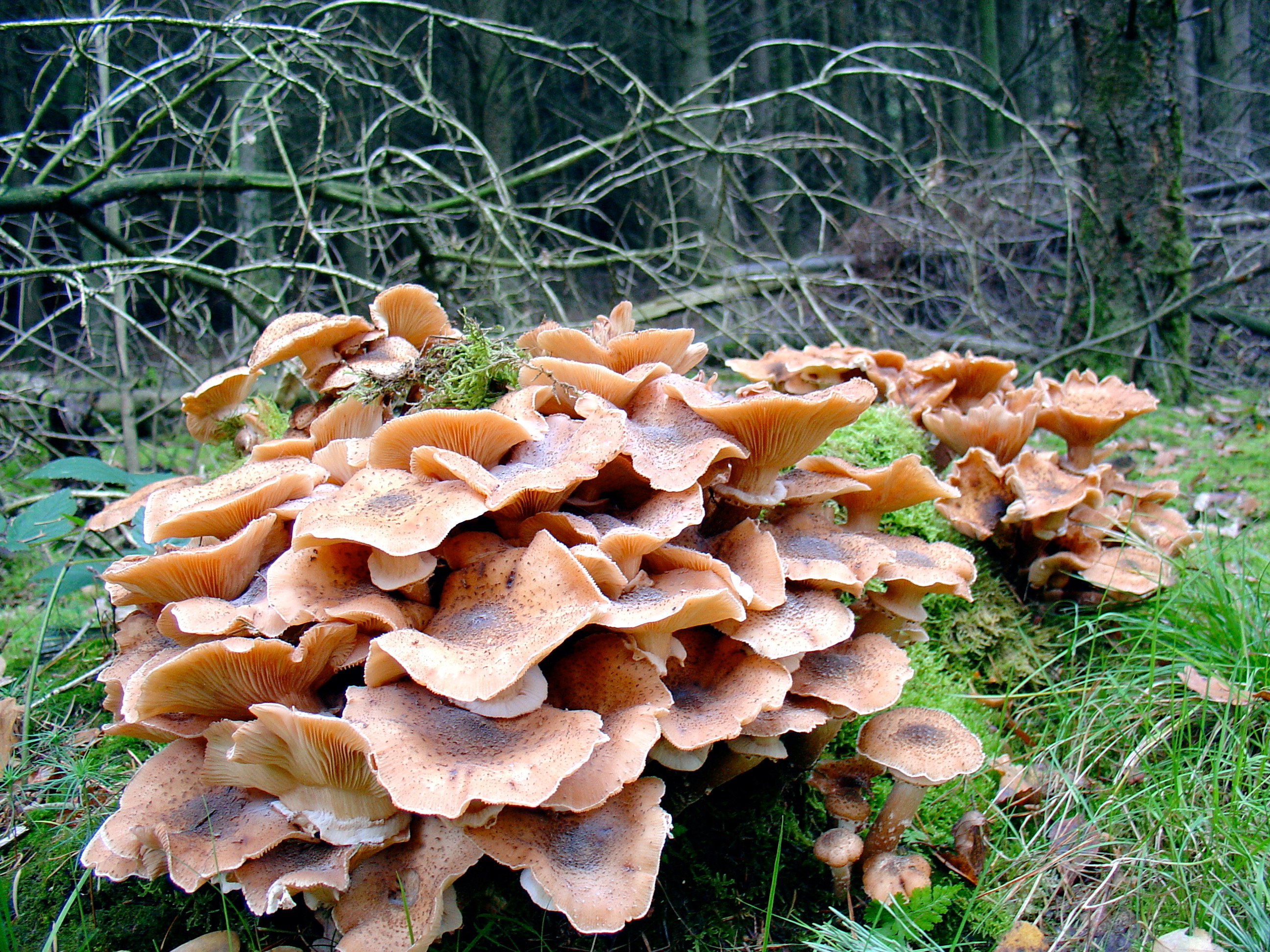
束生、傘中央部の暗色突起、柄のツバなどがわかる
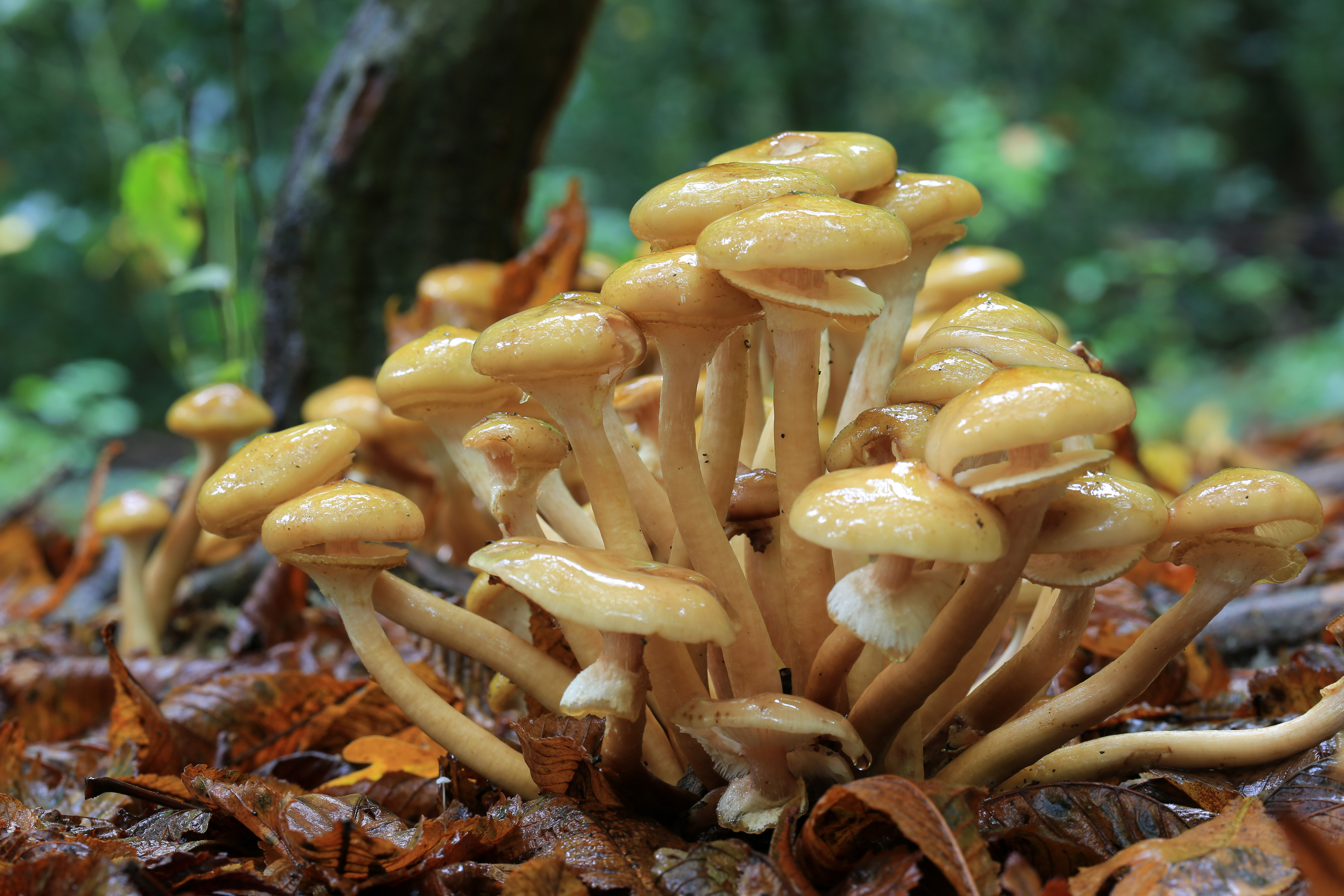
湿潤時にぬめりを持つ
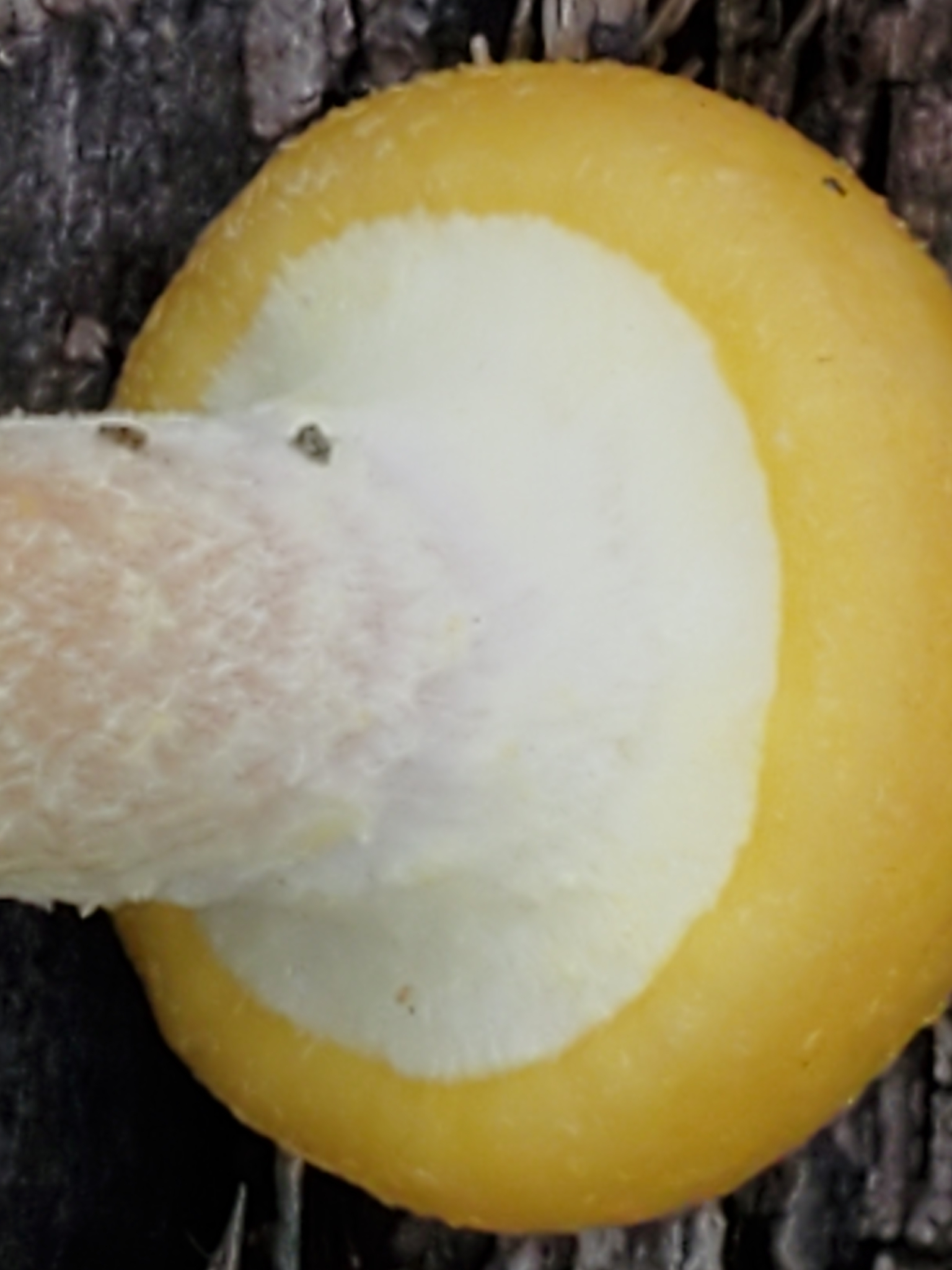
若い子実体でひだを保護する膜がまだある状態。この後剥がれてツバとして残る
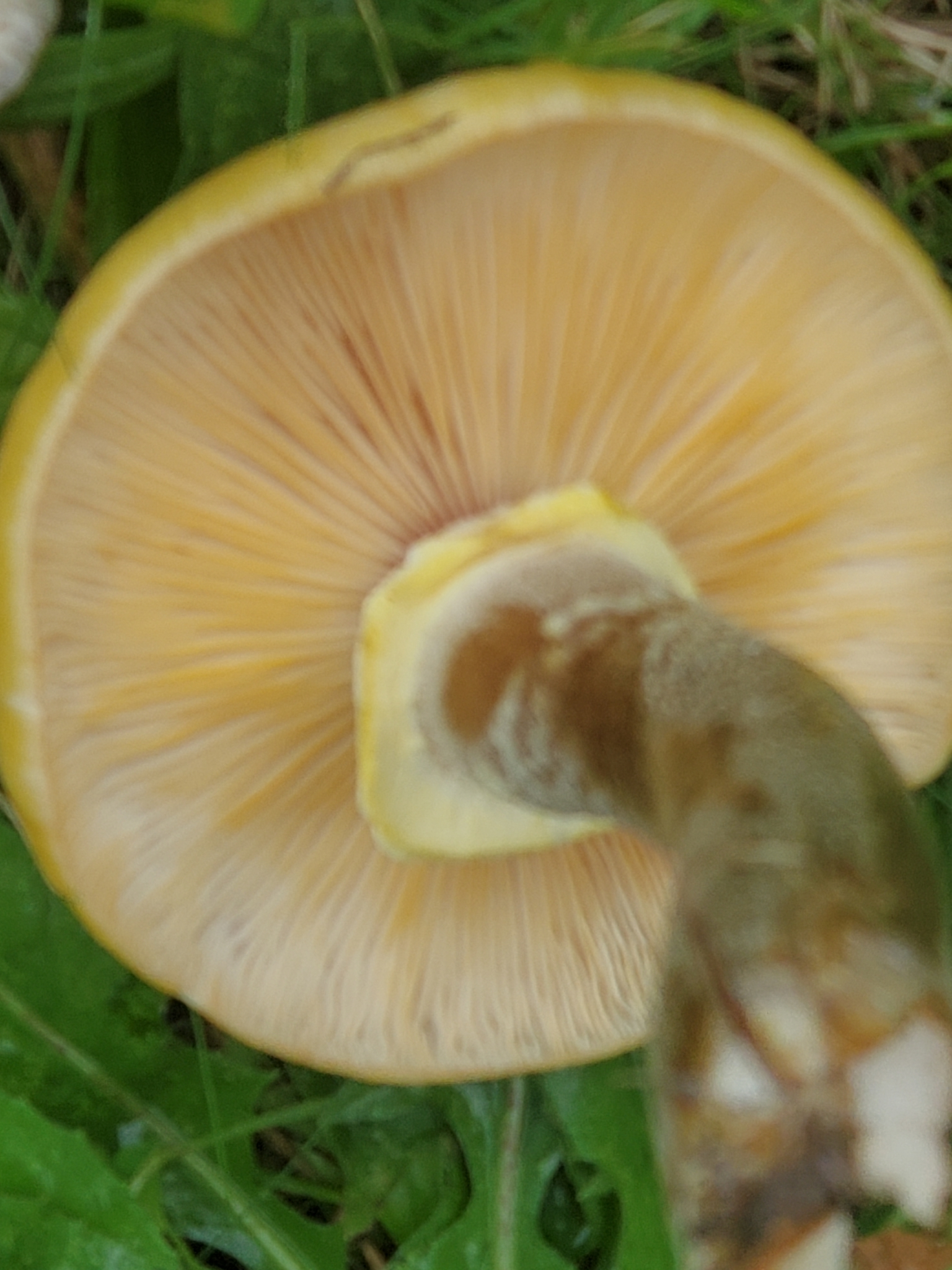
裏ひだの様子。柄の上部にツバがある。

## 生態
汎世界的に分布。
腐生菌。春から秋、特に初秋から晩秋にかけて、各地で普通に見られ、ナラ・コナラ・ブナなどの広葉樹林やカラマツ・アカマツ・ヒノキなどの針葉樹林の切株、朽木、弱った樹木の地際、倒木などや、その周辺の地上、埋もれた木などから群生する。公園から深山まで至るところで見られる。
木材腐朽菌で、枯れ木などを分解して養分を得ている。枯死植物や生木の寄生部分で生活する菌糸体はその部分だけで生活史を完了するのではなく、黒い木の根のような菌糸束を形成してこれを地中に伸ばし、離れたところに存在する枯れ木や生木に接触すると、これにも新たに菌糸を伸ばし寄生する。生きている植物に対する病原性も強く、ときに生きている樹木の根に寄生すると病原性があるために樹木を枯らしてしまうこともある。ナラタケの寄生による病害は「ならたけ病」と呼ばれ、スギなどの針葉樹からサクラなどの広葉樹、果樹栽培される種と広範囲の樹種、ジャガイモ、ニンジンなどでも発生が報告されている。
一方、ラン科の腐生植物であるツチアケビとの共生関係も知られており、ツチアケビやオニノヤガラはナラタケの菌糸束を地下茎や根に呼び込み、表層部の細胞内で消化吸収して栄養素を摂取している。
比較的他のキノコやカビに弱く、地面が新しい場所を好んで繁殖する。特に夏のうちに崩落を起こした斜面や沢の倒木の根などに大量発生する場合もある。根状菌糸束や腐朽材は発光する。しかしツキヨタケやヤコウタケと異なり子実体（キノコそのもの）は発光しない。発光の詳しいメカニズムについてはまだわかっていない。

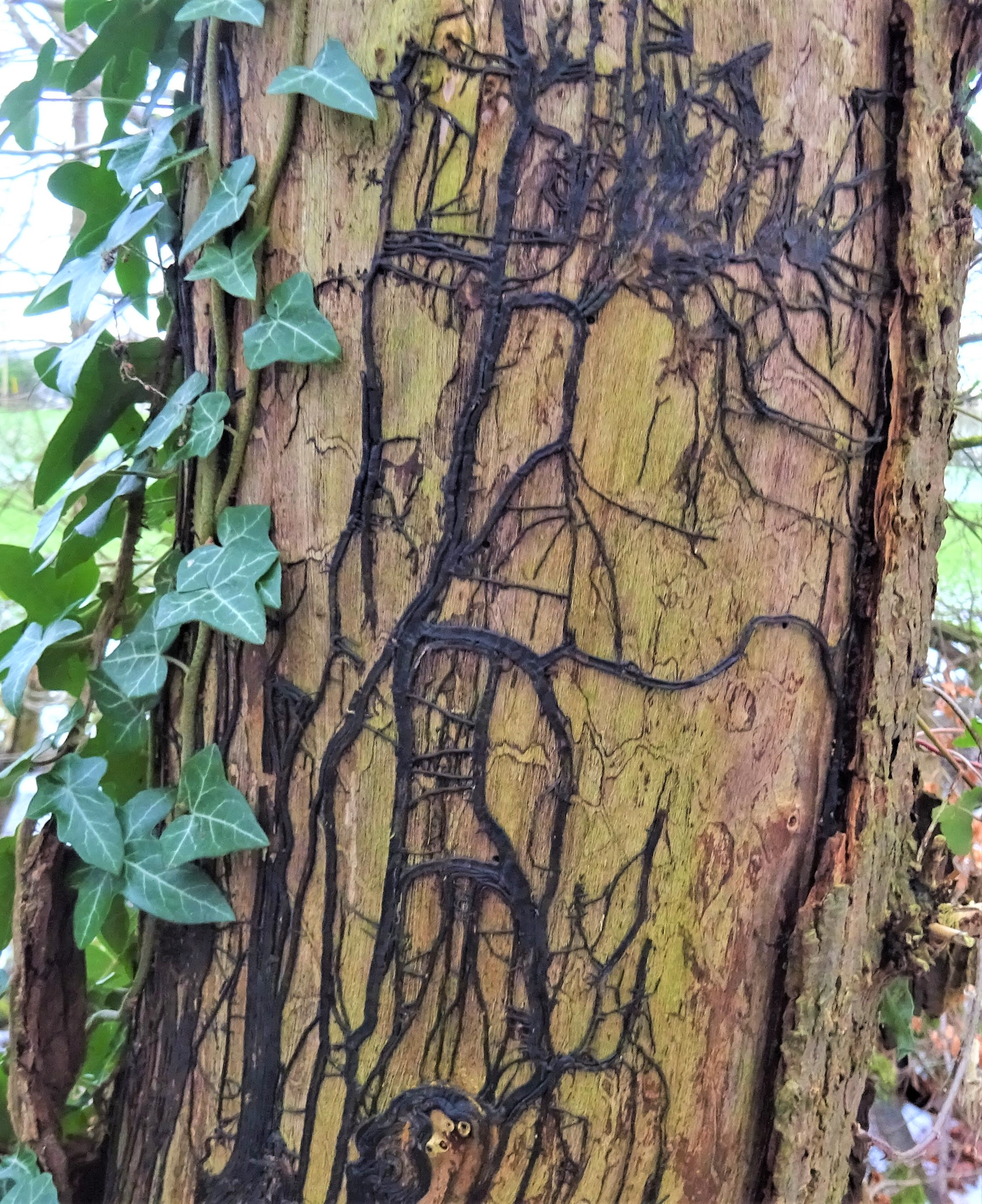
ナラタケの黒い菌糸束
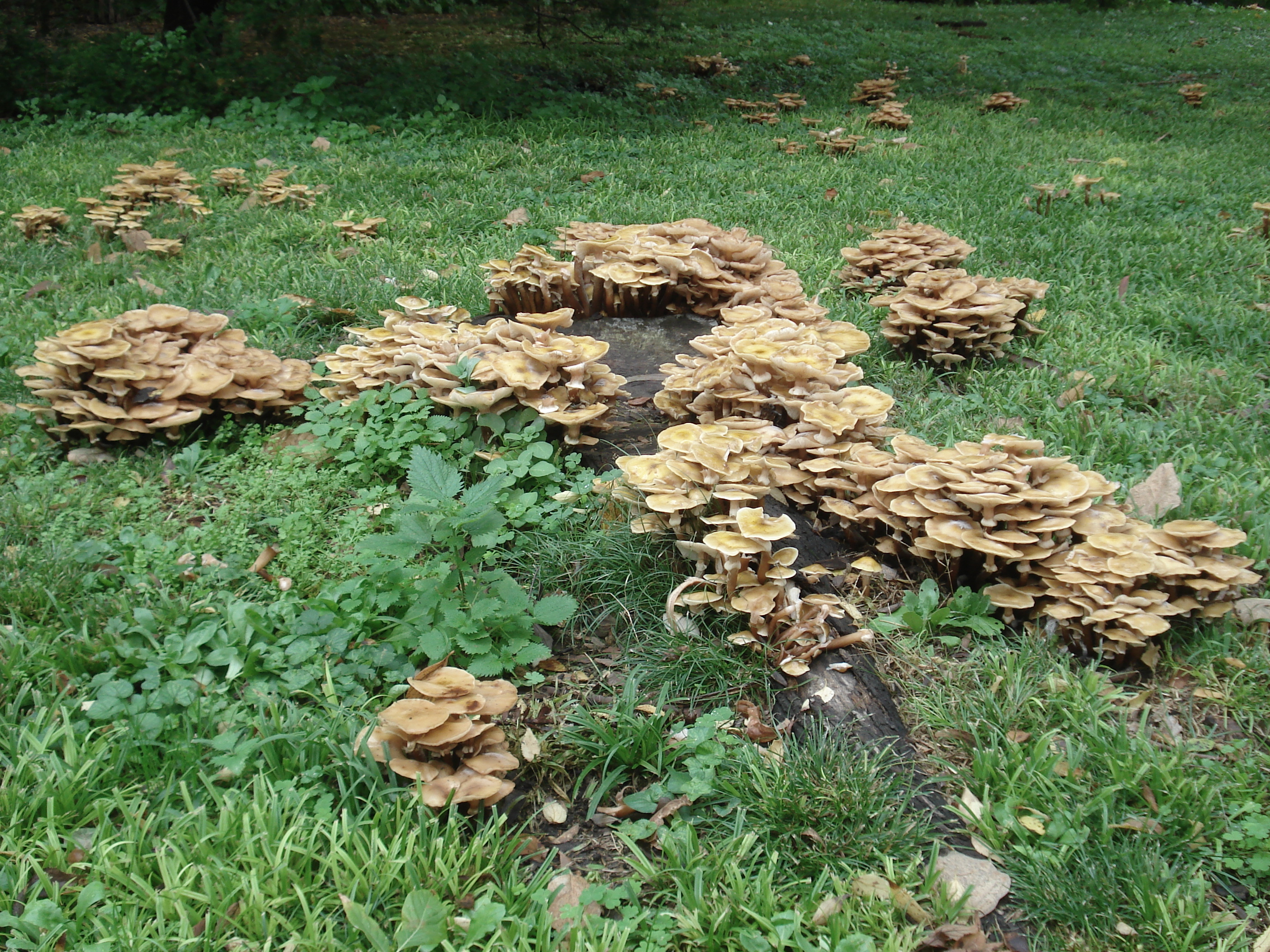
切株の周囲に大発生したナラタケ
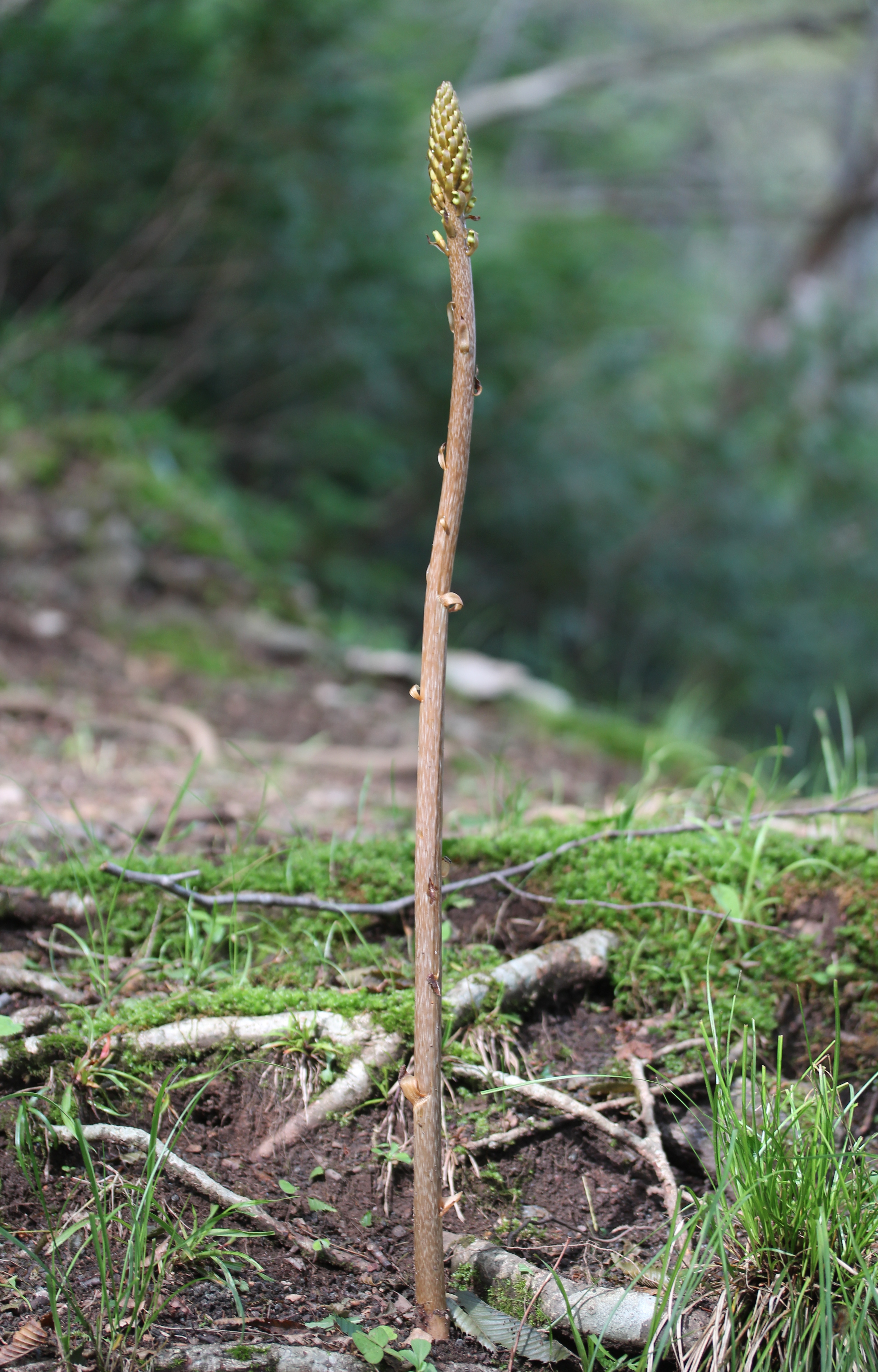
ナラタケに寄生するオニノヤガラ
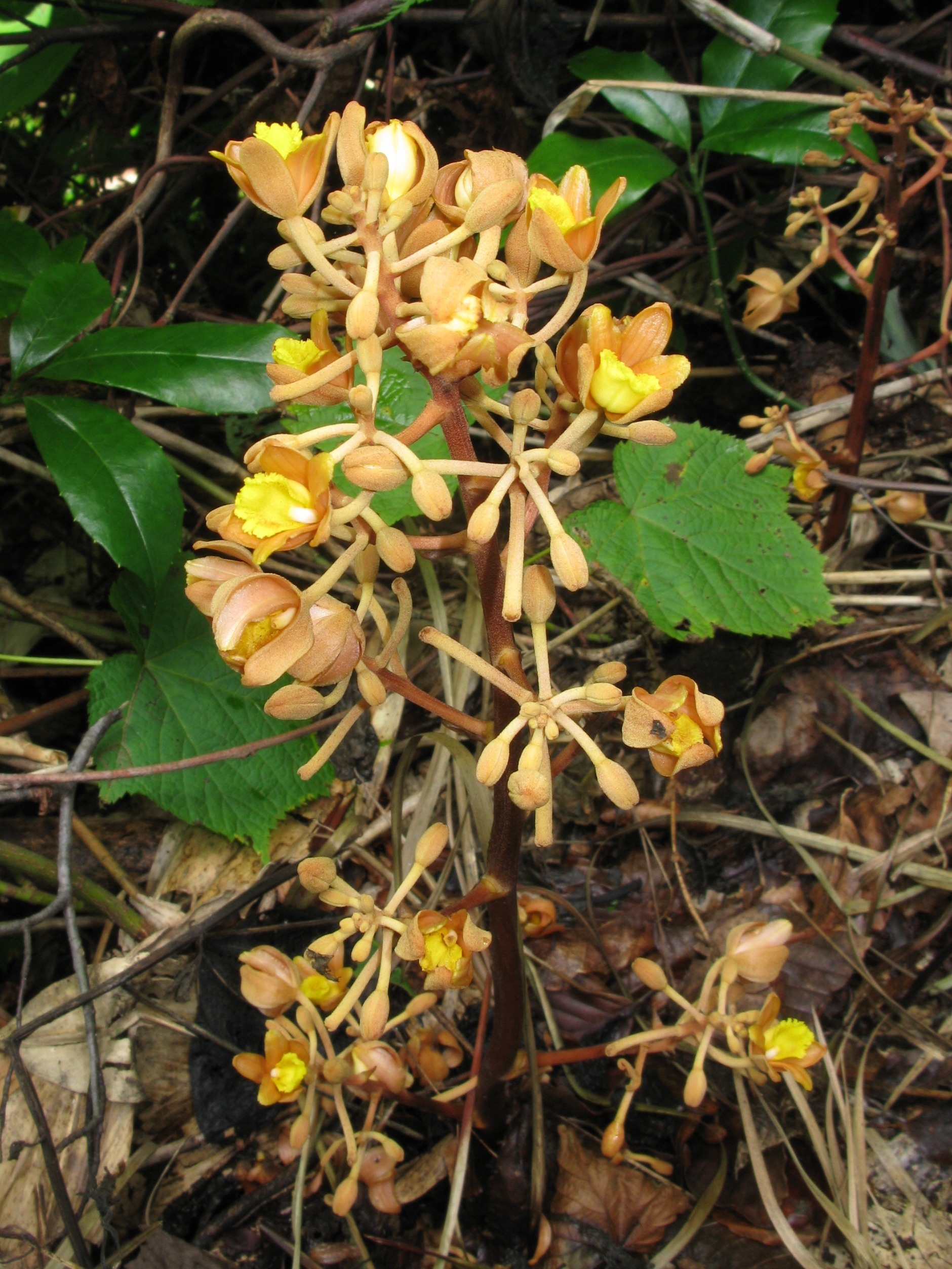
ナラタケに寄生するツチアケビ

## 人間との関係
優秀な食用種で特に東日本では広く親しまれている。傘にしっかり粘性があるものが特に美味で、柄のボリボリとした歯ごたえがよく、汁物に入れるとぬめりが出て口当たりもよくなり、よいダシも出る。日本各地で広く食用される人気のキノコだが、一度にたくさん食べると消化不良を起こしたり、生で食べると中毒を起こすことがある。火を通すと黒ずむ。また、火を通してもまれに中毒するといわれており、新鮮でないものも食べない方がよい。毒成分は不明。
収穫したものは傷むのが早いので、生のまま塩漬けにするか、湯通しして水に晒しておく。塩漬けしたものは煮てから水に晒しておけば塩抜きできる。すき焼きの具、バター炒め、湯がいて下処理をしてから味噌汁やきのこ汁、けんちん汁、鍋物、煮付けや南蛮漬け、和え物、佃煮などにして食されている。秋田県では缶詰も売られている。中華料理の小鶏燉蘑菇（鶏ときのこの煮込み）では、主な具材の一つとしてナラタケを使用する。ヨーロッパでもキノコ狩りの対象として人気のある種である。
原木栽培や菌床栽培で人工栽培することが出来る。
耕作地、造林地、果樹園などでは植物を枯らす害菌として扱われることもある。

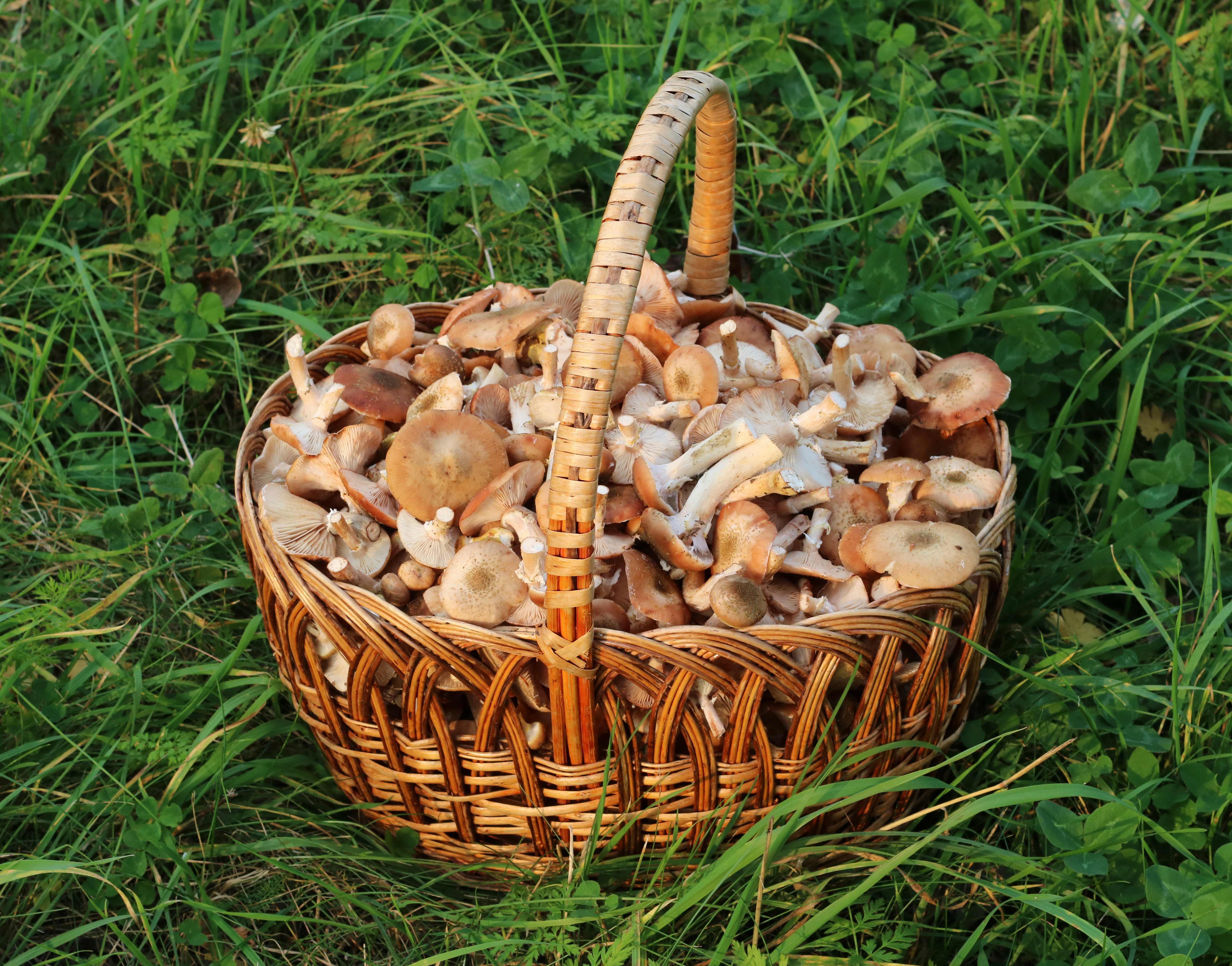
籠いっぱいのナラタケの一種　ウクライナ

## 毒性
ナラタケの仲間（広義のナラタケ）は従来1種として扱われてきたが、研究により多くの種に分類され、狭義のナラタケ（本種）とオニナラタケは中毒を起こすことがある。また、キツブナラタケとワタゲナラタケは比較的安全とされている。
ナラタケ類の毒成分は不明とされ、その他の化合物に抗生物質のメレオリド類、発光触媒酵素のルシフェラーゼを含む。中毒症状としては、生で食べると数十分から24時間で吐き気、下痢、鼓腸などの胃腸系の食中毒症状が現れる。
ナラタケの仲間は見分けが難しく、キノコ採りの初心者は特に注意すべきである。

## 類似種
朽木に群生する褐色のキノコとは同定が必要になる。種が多いので同属か他属で二分したうえで代表的なものを記す。

### 同属他種
本種ナラタケは、傘にささくれが少なく、ツバは膜質で傘の周囲に条線があることに特徴があるが、色は白っぽいものや鮮やかな黄色など変化に富む。
よく似たナラタケモドキ（Armillaria tabescens）はナラタケよりやや小型で、柄にツバを持たない。傘の鱗片も黒色ではなく褐色で、柄はナラタケ類よりも細く暗色で若干雰囲気が異なる。切株、朽木や弱った樹木の地際に束生し、しばしば大群生になる。ナラタケモドキも食べられるが、過食すると中毒を起こす。
ヤチヒロヒダタケ（Armillaria ectypa)は外観はに似てツバを持たないが、木材ではなくミズゴケなどに発生するという地上性で珍しい生態を持つ。子実体の傘はモリノカレバタケ型（collybioid）で直径3cm-10cm程度だという。タイプ標本は1949年に尾瀬の湿原にて採取され、モリノカレバタケの一種としてCollybia ozeensis（和名ヤチヒロヒダタケ）とされたが、その後ナラタケ属に移されたもの。その後半世紀余り報告がなかったものの青森県の休耕田がヨシ原になったような地域にて再発見された。なお、同種はヨーロッパの泥炭地などからも見つかっている。日本ではその後京都府からも発見された。環境省および京都府と青森県でレッドデータブックに記載されている。環境省のレッドリストにおけるカテゴリは絶滅危惧Ⅰ類。
ナラタケのなかまは、オニナラタケ（Armillaria ostoyae）、クロゲナラタケ（Armillaria cepistipes）など数種が知られる。オニナラタケの傘には大きなささくれがあり、ツバの周囲に褐色の縁取りがある。クロゲナラタケは、ブナやナラに発生するキノコで、傘に黒褐色の鱗片が全体に密生し、ツバの縁に濃い色がつく。
- コバリナラタケ A. jezoensis Cha et Igarashi
- ホテイナラタケ A. sinapina Berube et Dessureault
- ヒトリナラタケ A. singula Cha et Igarashi
- キツブナラタケ（学名未記載） A. spは全体に色が薄く、傘の全体に粒状の細かい鱗片がある。
- A. cepistipes Velenovsky
- A. hutea Gilet

### 他属他科の類似種
倒木や切り株に生える褐色の傘を持つキノコで特に群生するものとは判別が必要となる。以下いくつか挙げる。
ナメコ（Pholiota microspora、モエギタケ科）はごく若い幼菌のうちは傘に鱗片を持つが早落性、子実体全体に強いぬめりを持つことが特徴。腐朽が進んだ木材には生えず樹皮が残っているようなものに発生する。原木栽培ではそれほど樹種を選ぶキノコではないが、野生ではブナの枯れ木に発生することが多いといわれる。
エノキタケ（Flammulina velutipes、タマバリタケ科）は柄にツバを欠き、柄は下に行くほど濃色である。傘に鱗片は無い。エノキタケも腐朽した木材には発生せず樹皮が残っているようなものに多い。
オオワライタケ（Gymnopilus junonius、ヒメノガステル科）は傘が褐色で鱗片及び条線は無い。柄にはつばを持つ。肉には独特の不快臭がある。
クリタケ（Hypholoma lateritium、モエギタケ科）は傘が赤褐色で鱗片は無い。生態面ではしばしば腐朽がかなり進んだ木材にも見られる。クリタケは広葉樹の木材に生えるが、針葉樹の木材に生えるクリタケモドキというよく似た種もある。
ニガクリタケ（Hypholoma fasciculare、モエギタケ科）はクリタケより小さく、全体が黄色味を帯びている。ひだも黄色。生の状態で齧るとクリタケ以上に強い苦みを感じるのが特徴。生態面ではしばしば腐朽がかなり進んだ木材にも見られる。この種に関しては齧って味を見るという判定が非常に有効である。
ケコガサタケ属菌（Galerina spp.、ヒメノガステル科）は全体的に本種より小さく傘には鱗片を持たない。つばは脱落しやすいか全く欠く。乾燥時に傘の中央部が淡色になり辺縁部と濃淡の差ができる（これを傘に吸水性があるという表現をされることがある）種がある。生態面では腐朽がかなり進んで黒く変色した倒木や切り株、地面に落ちた小枝や敷き詰められた木材チップなどから発生する。この仲間にはコレラタケ（Ggalerina fasciculata）、ヒメアジロガサ（Galerina marginata）、
Galerina sulciceps（和名未定）など猛毒のアマトキシン類を含むものが幾つか知られており、しばしばナラタケ類との誤食による中毒事故が報告される。
センボンイチメガサ（Kuehneromyces mutabilis、モエギタケ科）は全体的に小さく傘に吸水性があるが鱗片は無い。かなり腐朽が進んで黒く変色した朽木に群生する。
アセタケ属菌（Inocybe spp.、アセタケ科）にも褐色で傘にささくれが顕著で本種に若干似るものがある。アセタケ属菌は樹木の根と菌根を形成し子実体は地上から発生する点が大きな違いであるが、ナラタケ類も地中に埋まった根や倒木が埋まる苔の上に子実体を出すことがありしばしばわかりにくいことがある。まれに本種との誤食による中毒事例が報告されている。ナラタケ類（特にナラタケモドキ）を見慣れてないうちは完全に地上に出ている倒木や切り株から発生している典型的なものだけを採取することである程度予防できる。

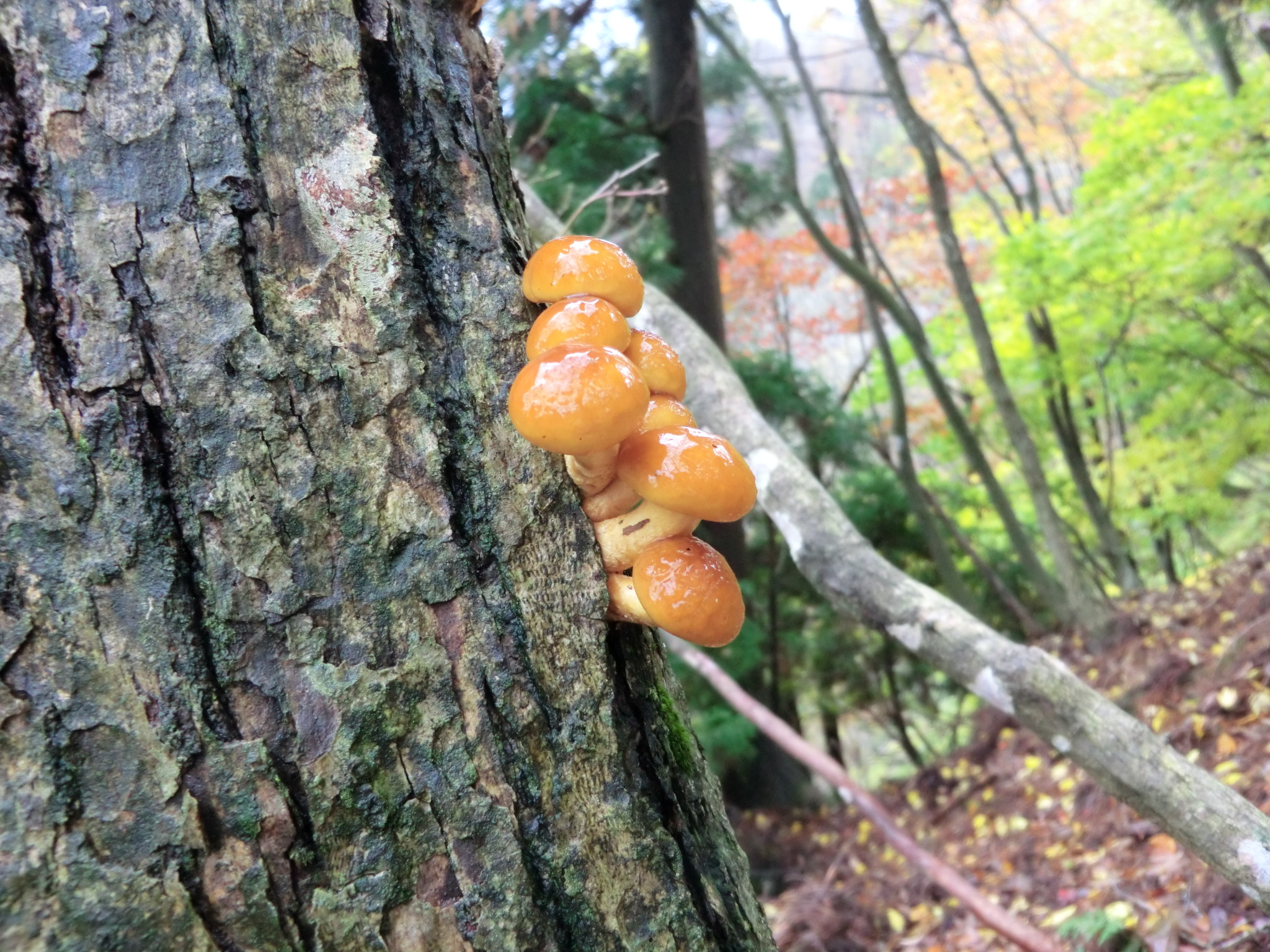
参考：ナメコ
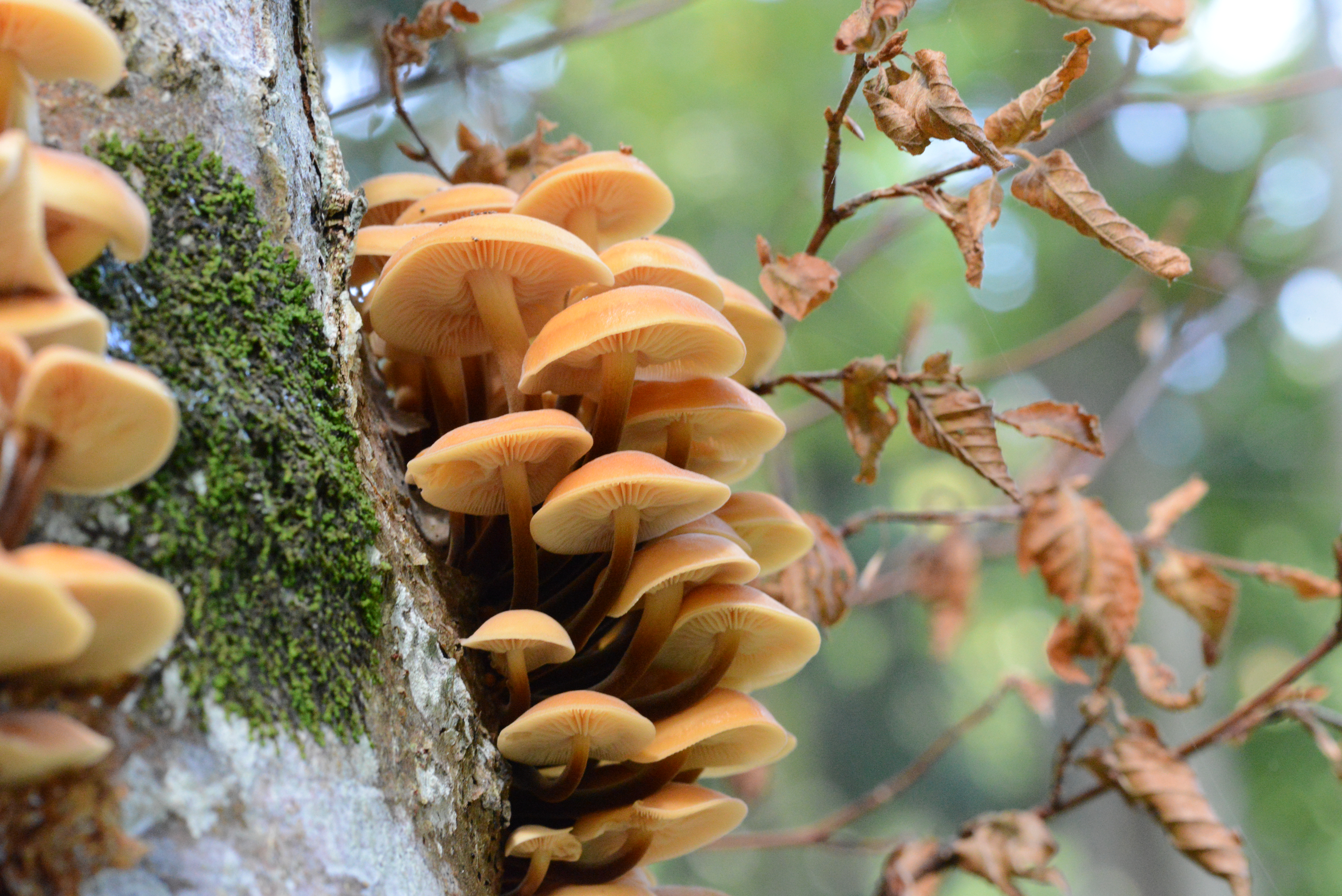
参考：エノキタケ
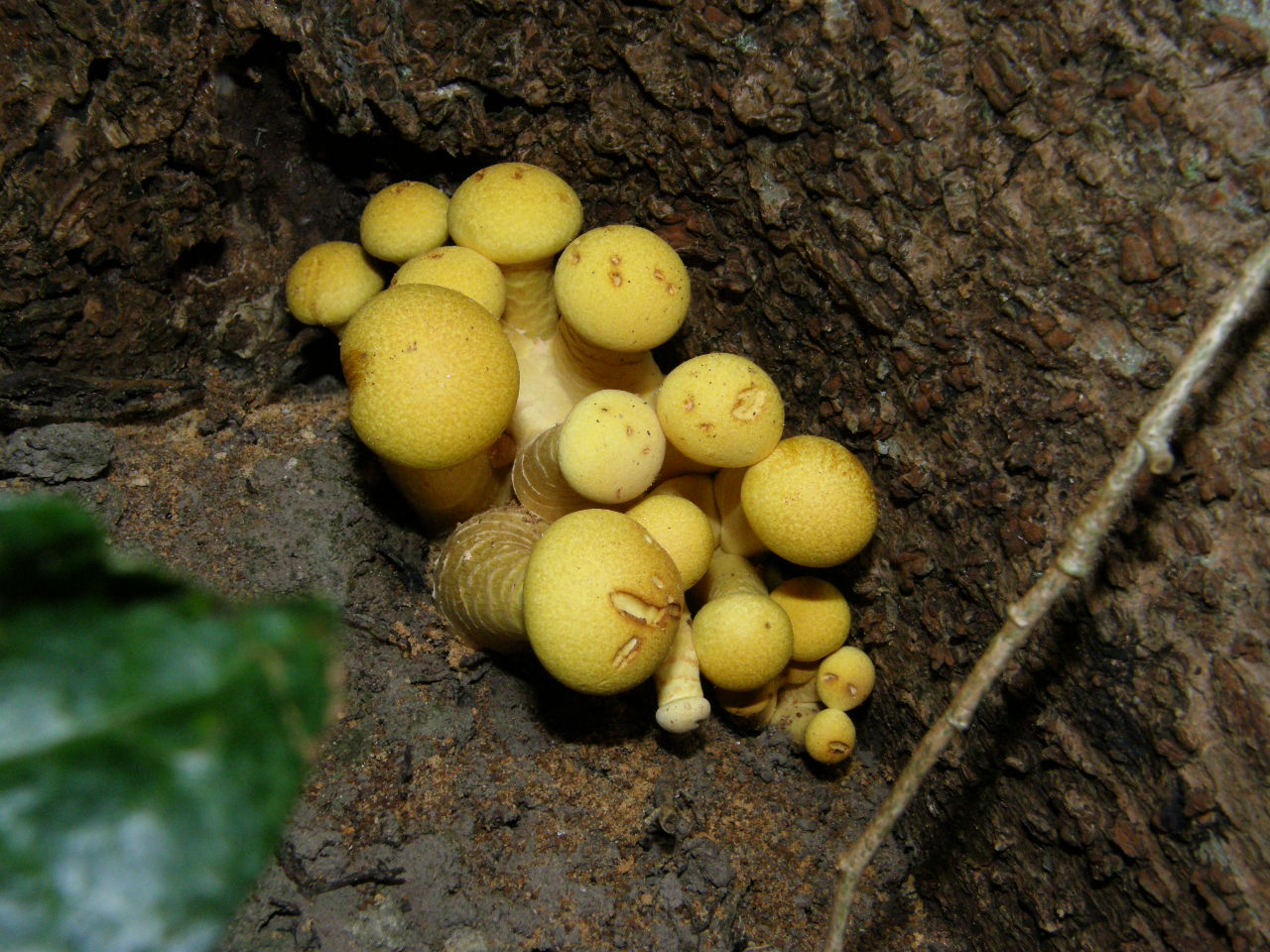
参考：オオワライタケ
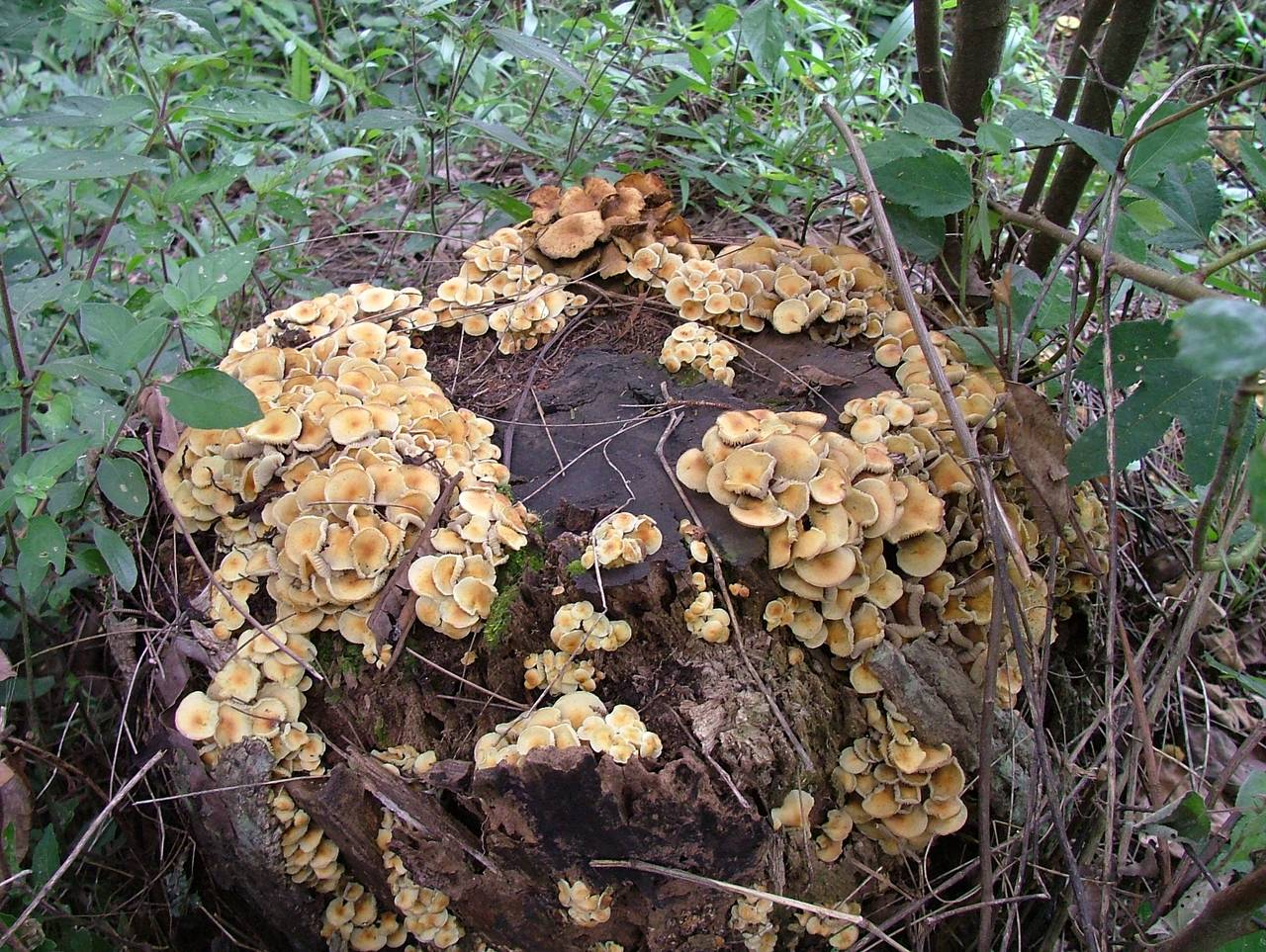
参考：ニガクリタケ
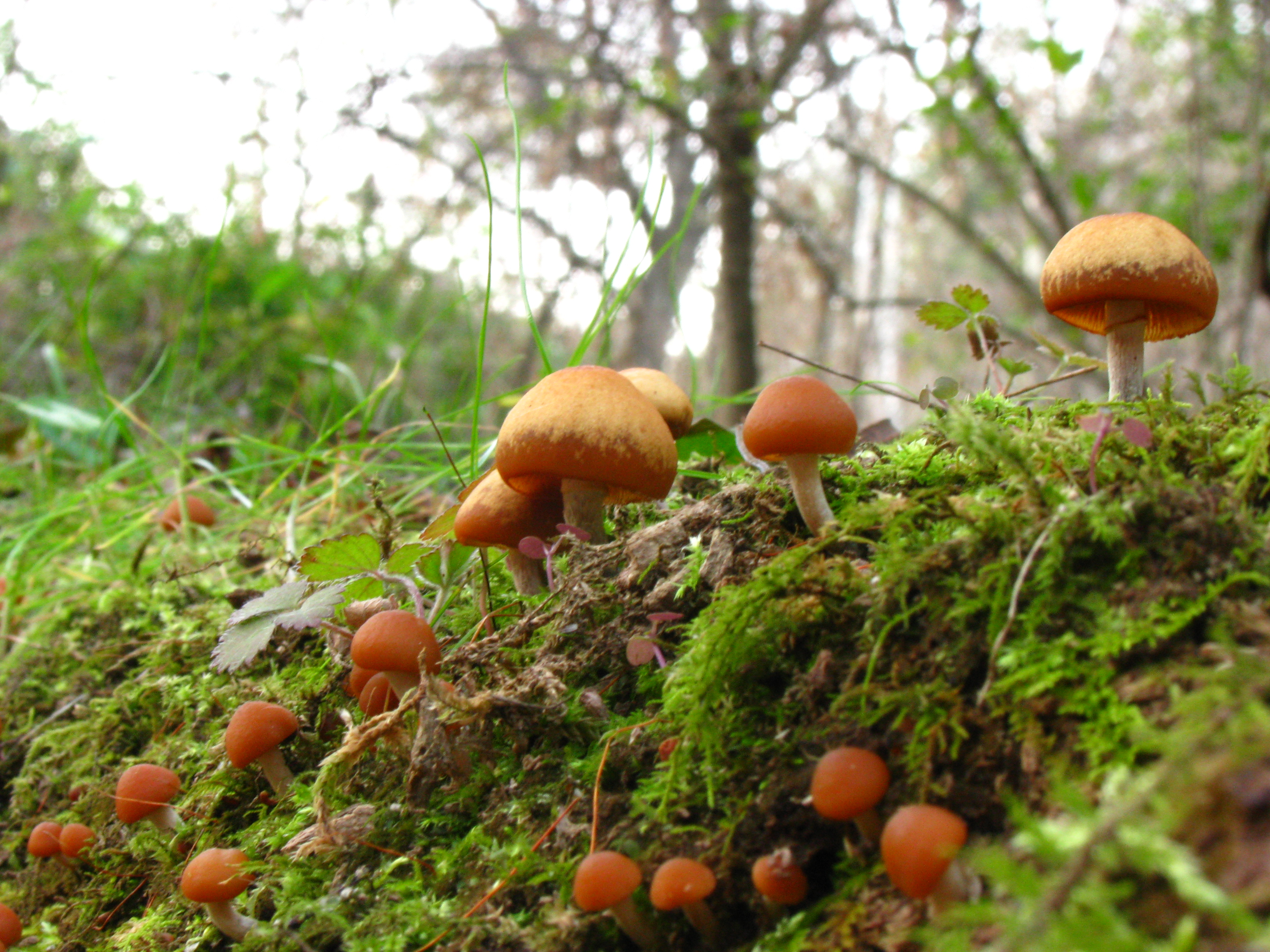
参考：ヒメアジロガサ
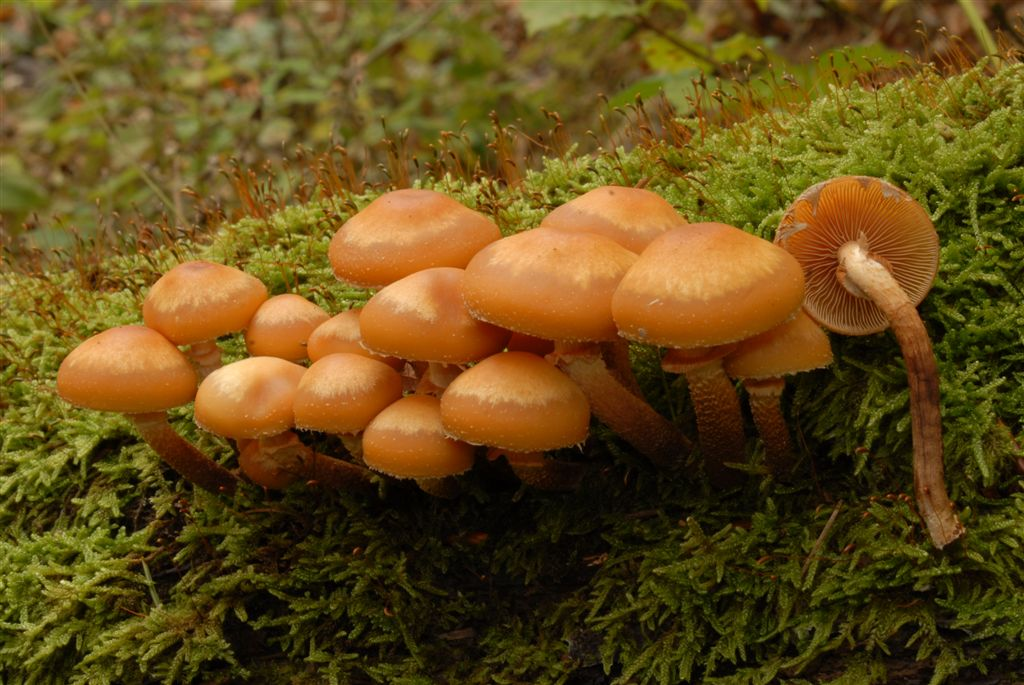
参考：センボンイチメガサ
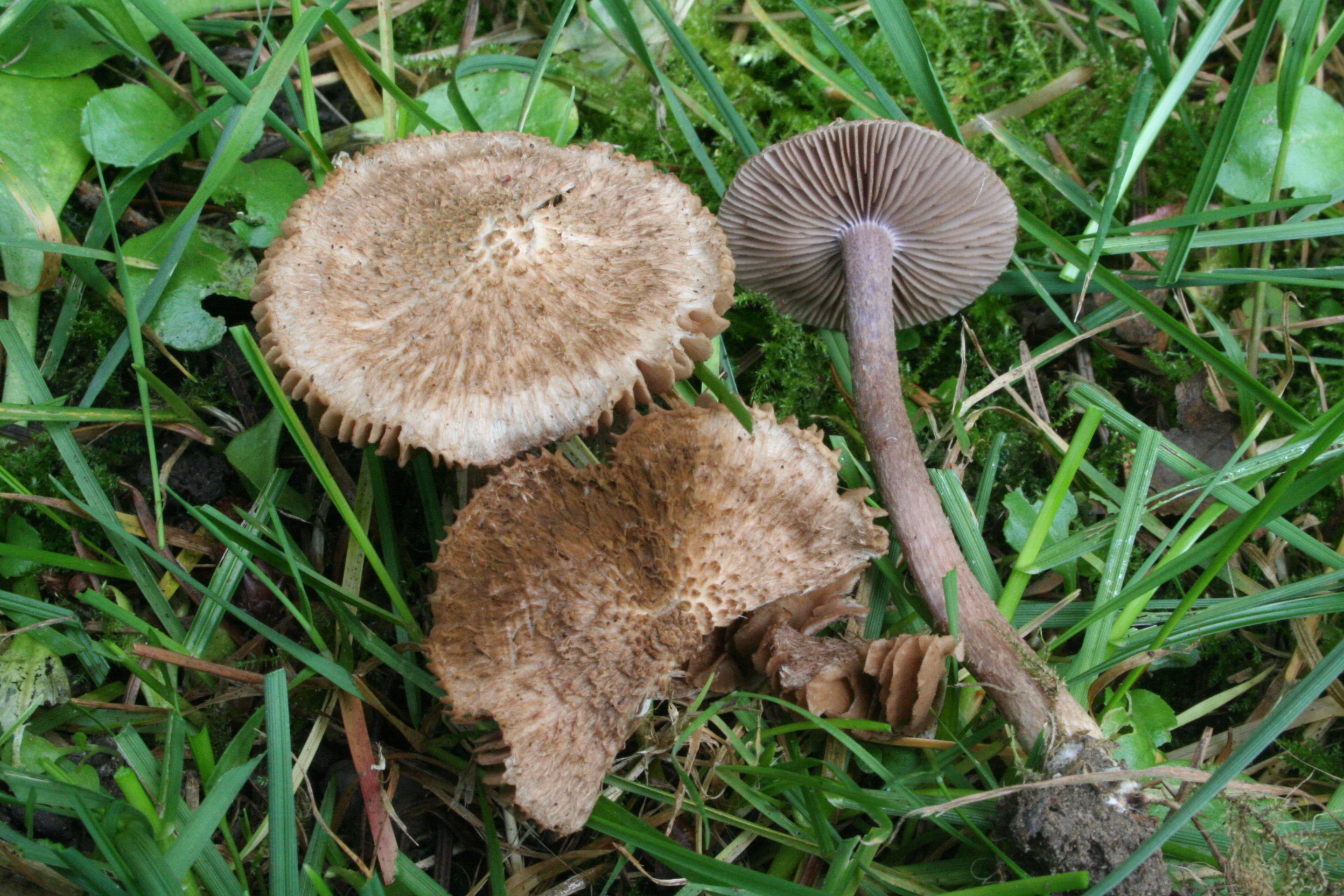
褐色で傘に鱗片が顕著なアセタケ属の一種